# José Gonzalvo Vives

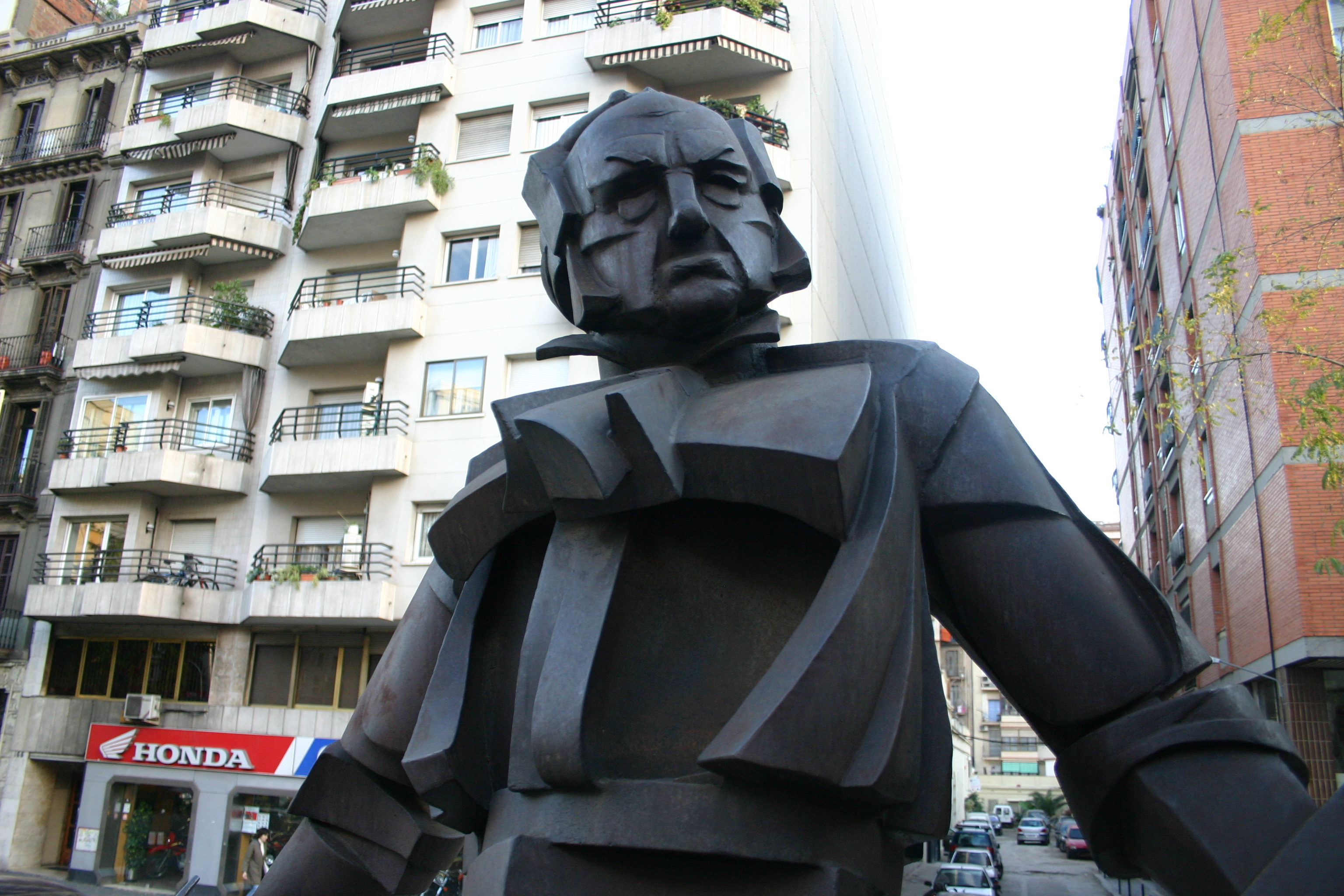
Detall del monument Los aragoneses a Goya a Barcelona

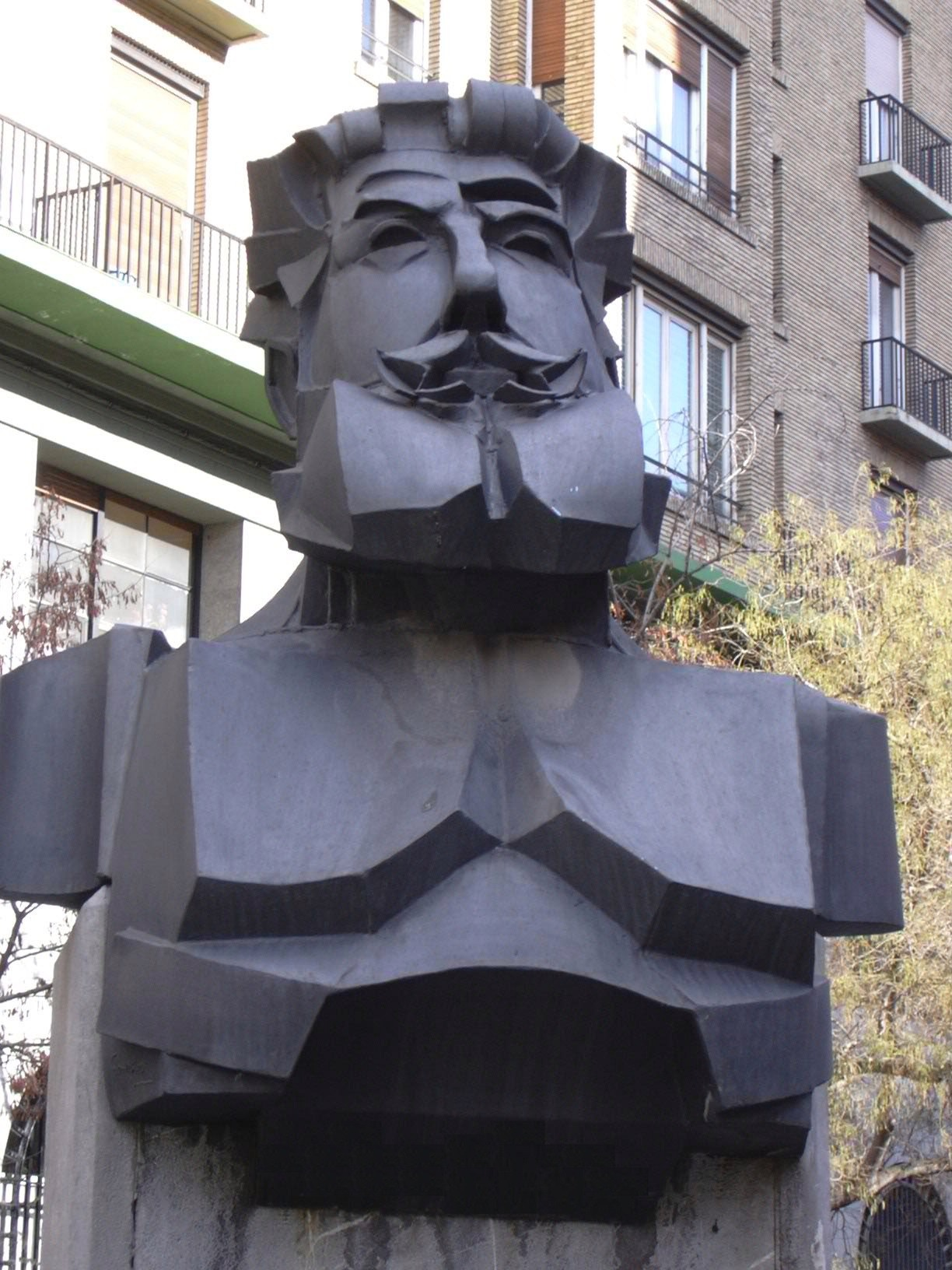
Monument a Joaquín Costa a Saragossa

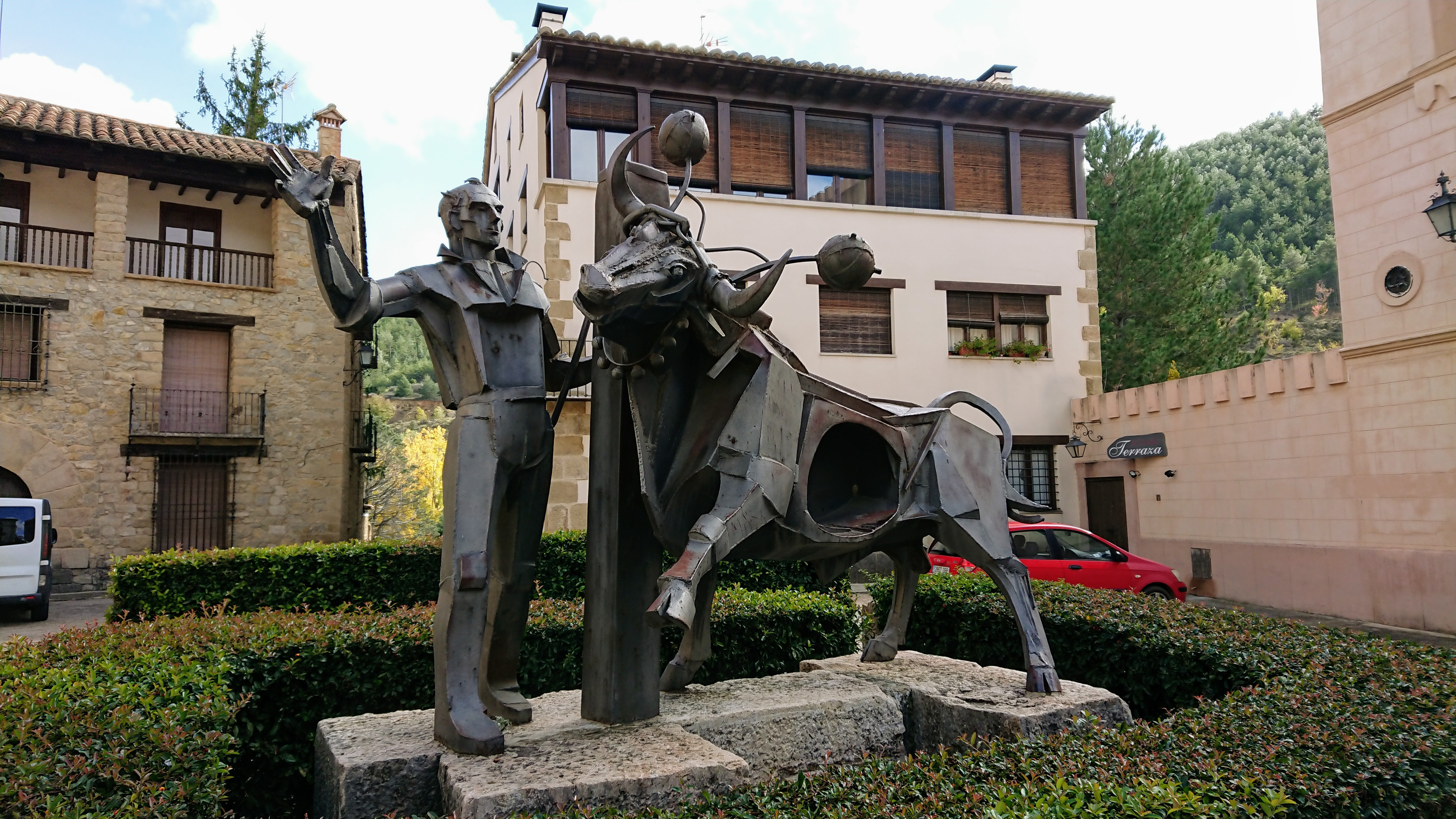
Monument a Rubiols de Mora

José Gonzalvo Vives (Rubielos de Mora, 27 de juliol de 1929 – València, 22 de novembre de 2010) va ser un pintor i escultor.
Es va formar artísticament en Escola de Belles Arts de San Fernando de Madrid i a l'Acadèmia de Belles Arts de Sant Carles de València, en finalitzar els seus estudis se li va concedir el premi Final de Carrera de l'Estat i una pensió per part de la Diputació de València. Va tornar a la seva població natal i va instal·lar el seu taller, realitzant les seves escultures monumentals on emprava materials diversos, però amb el que més va destacar va ser amb la xapa de ferro.
A Rubielos va reformar l'antic convent del Carme (segle XVII) que es trobava en ruïnes, a on va instal·lar el Museu de José Gonzalvo compost per nombroses obres seves pictòriques i escultòriques, repartides per diverses sales condicionade] per a la seva exposició. Entre els nombrosos premis que li van ser concedits destaquen la Creu de San Jorge al Mérito Cultural de la Diputació de Terol, la medalla de San Jorge al Mérito Cultural de la Diputació General d'Aragó. Va ser membre de la Reial Acadèmia de Belles Arts de Sant Lluís de Saragossa i de l'Acadèmia de Belles Arts de Sant Carles de València.

## Obres
Recentment acabats els seus estudis va practicar la pintura, a partir dels anys 1960 es va dedicar gairebé exclusivament a l'escultura figurativa amb plans esquemàtics que aconseguia al domini de la tècnica del retallat i soldatge de la xapa de ferro. Les seves nombroses escultures estan dedicades a personatges i a retre homenatge a la cultura popular. Es troben repartides per nombroses poblacions d'Aragó, la comunitat valenciana i Barcelona.
- Monument al Labrador y al Minero, a Andorra (Terol)
- Monument al Minero, escultura situada a la plaça de l'Ajuntament d'Utrillas.
- Monument al tambor. Alcañiz
- Escultura de Joaquín Costa a Saragossa.
- Bust de Goya a Fuendetodos.
- Los aragoneses a Goya, Barcelona.
- Monument al toro embolado, Rubielos de Mora.
- Sagrada Cena para la iglesia parroquial de Benassal.